# Edmontosaurus-Mumie im Senckenberg Naturmuseum

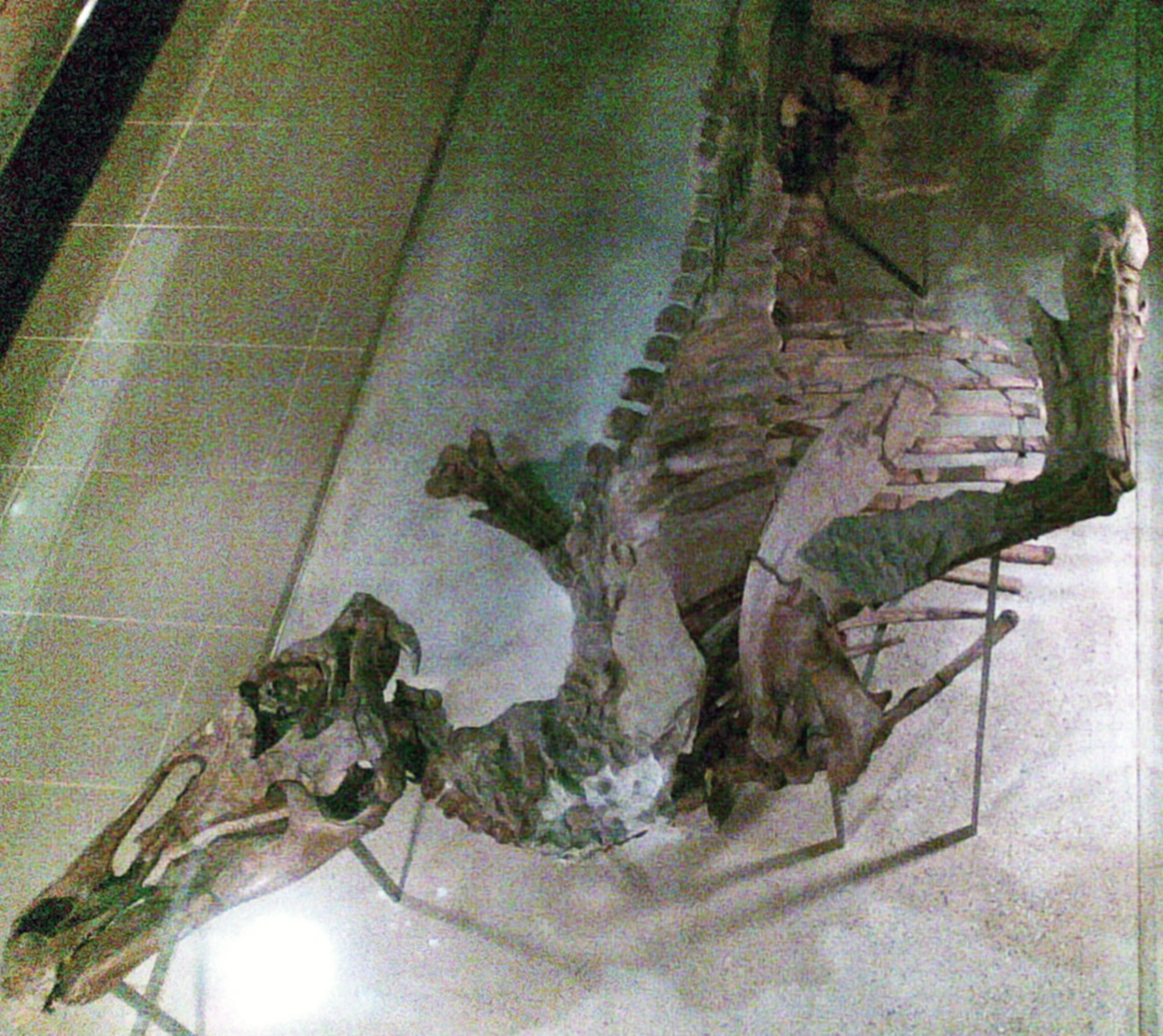
Die Senckenberg-Mumie

Die Edmontosaurus-Mumie im Senckenberg Naturmuseum, auch bekannt unter der Exemplarnummer SMF R 4036, ist ein Dinosaurier-Fossil, das 1910 in Wyoming (USA) entdeckt wurde und heute im Senckenberg Naturmuseum in Frankfurt am Main ausgestellt ist. Das Fossil wird der Art Edmontosaurus annectens zugeschrieben, einem Vertreter der Hadrosauridae („Entenschnabeldinosaurier“). Es umfasst ein vollständiges Skelett, das von Hautabdrücken eingehüllt vorgefunden wurde – dieser seltene Erhaltungstyp wird als „Dinosaurier-Mumie“ bezeichnet. Die Senckenberg-Mumie zählt zu den vier am besten erhaltenen Hadrosauriden-Mumien, und ist die zweite, die entdeckt wurde. Der Fund wurde durch die Sternberg-Familie gemacht, einer berühmten Familie von Fossilienjägern, die ihre zahlreichen Funde an verschiedene Museen in Nordamerika und Europa verkauften. Erst zwei Jahre zuvor hatten die Sternbergs in der gleichen Fundregion die Trachodon-Mumie geborgen, eine andere Edmontosaurus annectens-Mumie, die heute im American Museum of Natural History in New York ausgestellt ist.

## Entdeckungsgeschichte
Die Mumie wurde im Sommer 1910 von der Sternberg-Familie in den Schichten der Lance-Formation in Converse County (heute Niobrara County) entdeckt und geborgen. Die Sternbergs – Charles Hazelius Sternberg sowie seine drei Söhne Charles Mortam, George und Levi, arbeiteten in diesem Gebiet seit 1908. 1908 und 1909 hatte die Familie die berühmte Trachodon-Mumie sowie zwei Schädel des gehörnten Dinosauriers Triceratops entdeckt; einen Schädel verkaufte sie an das British Museum of Natural History in London, während der andere vom American Museum of Natural History erworben wurde.
Die Senckenberg-Mumie stammt aus dem südlichen Schneider-Creek-Gebiet. Charles Mortam entdeckte Teile eines aus dem Sandstein herauswitternden Schwanzes, als er das Gebiet auf der Suche nach Fossilien durchstreifte. Die anschließende Abtragung des auf dem Fossil ruhenden Sandsteins brachte ein vollständiges Skelett mitsamt Hautabdrücken zum Vorschein. Wie Charles Hazelius berichtet, maß das Skelett in Fundlage eine Länge von 5,25 Meter, wobei 1,2 Meter auf den Schädel, 2,4 Meter auf den Rumpf und 1,65 Meter auf den Schwanz ausfielen. Die Bergung des Fossils war die aufwändigste, die die Familie bis dahin unternommen hatte. Charles Hazelius war entschlossen, jedes Fragment der Hautabdrücke zu sichern, weshalb die für den Transport verpackten Blöcke besonders groß ausfielen. So wog der Block, der den Rumpf der Mumie enthielt, etwa 1,6 Tonnen; das gesamte Fossil erreichte ein Gewicht von 4,5 Tonnen. Da die Sternbergs keinen Flaschenzug besaßen, erfolgte die Hebung des Blocks schrittweise durch leichtes Anheben mithilfe von Hebeln aus Pappelholz und anschließendem Unterschaufeln von Sand. Nachdem der Block auf diese Weise auf eine Höhe von 1,2 Meter gehoben wurde, konnte er auf den Wagen zum Transport zu der 120 Kilometer entfernt gelegenen Eisenbahnstation in Edgemont in South Dakota geladen werden. Die Bergung und der Transport nahmen zweieinhalb Monate Arbeit in Anspruch.
Charles Hazelius bot das Fossil Fritz Drevermann, Paläontologe und Direktor des Senckenberg-Museums, zum Verkauf an. Drevermann war durch eine Spende des Industriellen Arthur von Weinberg in der Lage, die geforderte Geldsumme aufzubringen. Kurz nach der Zusage Drevermanns erhielt Sternberg ein Angebot des Canadian Museum of Nature in Ottawa. Das Museum bot für das Fossil inklusive Montage die doppelte Geldsumme, die Sternberg vom Senckenberg-Museum für das Fossil ohne Montage erhalten sollte. Sternberg schreibt 1917: “I shall never forget the effort I made to induce him to give up the specimen, or take another in its stead. […] But it crossed the Atlantic. The last message I had of it, before this awful war cut off all communications, was that the head had been prepared and it was the best of which there was any record.” (deutsch: „Ich werde niemals die Anstrengungen vergessen, die ich unternahm um ihn zu bewegen, das Exemplar aufzugeben oder an seiner statt ein anderes zu nehmen. […] Aber es überquerte den Atlantik. Die letzte Nachricht die ich bekam, bevor dieser schreckliche Krieg alle Kommunikationen unterbrach, war, dass der Kopf präpariert und es das beste bekannte Exemplar sei“) Im Sommer 1910 entdeckten die Sternbergs außerdem vier Triceratops-Schädel, von denen zwei ebenfalls an das Senckenberg-Museum gingen.

## Beschreibung
Ebenso wie bei der Trachodon-Mumie des American Museum befinden sich die Knochen in ihrem ursprünglichen anatomischen Verbund und sind dreidimensional erhalten, nicht flachgedrückt wie bei vielen anderen Fossilien. Das Skelett der Senckenberg-Mumie ist nahezu vollständig überliefert, während bei der Trachodon-Mumie der Schwanz, die Hinterfüße und ein Teil des Beckens fehlen. Hautabdrücke sind von der rechten Seite des Rumpfes und des Halses sowie von beiden Vorderarmen erhalten. Besonders gut konservierte Hautabschnitte finden sich an den Händen, diese Abdrücke zeigen 3 bis 5 Millimeter große Schuppen. Während der Präparation wurde ein Großteil der Hautabdrücke von der Mumie separiert.

## Taphonomie
Die im selben Fundgebiet entdeckte Trachodon-Mumie wird gemeinhin als das Fossil einer natürlichen durch Austrocknung entstandenen Mumie interpretiert. Hierauf weisen die eng an die Knochen anhaftenden und teilweise in die Körperhöhle hineingezogenen Hautreste. Die Sternbergs stellten Unterschiede zwischen der Trachodon- und der Senckenberg-Mumie fest: Bei Letzterer würde die Haut nicht eng an den Knochen haften, sondern vielmehr den ursprünglichen Körperumriss nachzeichnen. Außerdem sei die Senckenberg-Mumie nicht wie die Trachodon-Mumie in Rückenlage, sondern in aufrechter Haltung im Sediment entdeckt worden, mit nach oben zeigender Schnauzenspitze und an den Körper gepressten Beinen. Die Sternbergs vermuten anhand dieser Beobachtungen, dass das Tier in weichem Sediment, möglicherweise Treibsand, eingesunken und erstickt ist. Heutige Paläontologen geben an, dass es für diese Interpretation keine Hinweise gebe.
Mitarbeiter des Senckenberg-Museum schreiben, dass es sich, ebenso wie bei der Trachodon-Mumie, vermutlich um das Fossil einer natürlichen Trockenmumie handelt. Hierauf würde die verkrampft wirkende Körperhaltung mit dem nach hinten gekrümmten Hals hinweisen.